# Carlo Ruini
Carlo Ruini (nascut cap al 1530 a Bolonya i mort el 1598) va ser un metge i jurista italià del segle XVI.

## Biografia
Carlo Ruini prové d'una família d'advocats bolonyesos. Va ser elegit membre del Consell d'Antics de Bolonya i el 1578, senador de la ciutatVa morir per enverinament el 1598, igualment que el seu fill Antoni sis anys més tard
La seva figura s'ha fet famosa per haver publicat una obra única dedicada al cavall: Anatomia del cavallo, infermità et suoi rimedii. Obra pòstuma, va aparèixer per primera vegada a Bolonya el 1598 gràcies al seu fill, Ottavio, i reeditada després a Venècia el 1602. Aquesta publicació va ser impresa en diferents anys: 1618 i 1707. Va comptar amb una àmplia difusió a tot Europa, traduint-se a la majoria de llengües europees. En queda una edició parcial en frances, del 1655. Del seu èxit en donen fe les catorze reedicions fins al 1769, sense comptar els plagis.
És la primera obra moderna sobre cavalls, la que participa plenament en el desenvolupament dels estudis anatòmics del Renaixement a partir del segle xvi, i que probablement es basa en l'obra dels metges italians Mondino de Luzzi i Realdo Colombo, L'Anatomia, es un exponent mes del corrent anatomista renaixentista que s'inicià amb Vesal amb la seva De humani corporis fabrica,quinze anys abans No obstant hi ha precedents a la península ibèrica
Aquesta obra consta de dos llibres combinats en un sol volum. El segon llibre, Dell infirmita, classifica les malalties del cavall per regió anatòmica i dona receptes que poden remeiar-les. Tracta la patologia i teràpèutica i no compta amb cap informació particular en comparació amb els tractats d'hipiatria de l'època. El primer llibre, Dell'anatomia, tracta de l'anatomia del cavall i té un interès notable. Està format per cinc parts. La "part animal" consta de 44 capítols que descriuen el cap, el cervell, les glàndules salivals, els ossos, els músculs i els nervis de la regió. Continua amb la "parte spirituale" amb 30 capítols sobre el tòrax, el coll, la laringe, la medul·la espinal, les vísceres toràciques, els ossos, els músculs i els nervis de la regió. Segueix amb la "parte nutiva": 22 capítols que contenen els òrgans digestius, parets abdominals, vèrtebres lumbars, sacres, còccix, medul·la espinal, ossos, músculs i nervis de la regió. Continua amb la "parte generative", amb 11 capítols sobre els òrgans genitals, el fetus i els seus sobres. I finalitza amb la "parte mobile": 24 capítols sobre l'esquelet en general, el sistema circulatori profund i les extremitats. Les il·lustracions i les taules descriptives ocupen la meitat del llibre, la qual cosa és una novetat en un llibre d'anatomia equina. Cada taula anatòmica té figures numerades que s'inclouen a les taules de llegenda. Les il·lustracions estan dramatitzades i gravades sobre fusta, d'una gran destresa. Les figures finals presenten un cavall escorxat sobre un fons paisatgístic del camp italià. La il·lustració constitueix el suport principal del llibre.

## Aportacions
La seva descripció de la circulació sanguínia és força innovadora i precisa, constituint un pas essencial que conduirà a l'obra de William Harvey (1578-1657).
Mostra el paper terapèutic important que juguen les plantes silvestres, les plantes d'ús condimentàri, les espècies i els derivats vegetals com el brandi i el vinagre.

## Polèmica
Schrader en 1855, E. Jackschatt en 1902 i Castiglioni en 1931 van posar en dubte la paternitat de les plaques anatòmiques que van atribuir a Leonardo da Vinci, sobretot perquè Ruini no era conegut com a genet. El tractat d'anatomia de Leonardo havia de contenir 120 llibres i molts manuscrits es van dispersar després de la seva mort. A la dècada de 1510 va mantenir un estret contacte amb l'anatomista Marcantonio della Torre. Segons Daniel Arasse, aquesta col·laboració va provocar un enfocament teleològic de l'anatomia que relaciona la forma d'un òrgan amb la seva funció. Després de l'encàrrec de Lluis Maria Sforza d'una estàtua eqüestre en memòria del seu pare, Leonardo da Vinci, cap al 1503-1504, va estudiar sistemàticament les proporcions del cavall i, per fer-ho, en va disseccionar diversos cops. El tractat anatòmic que va aparèixer menys d'un segle després de la seva mort és remarcable per la seva precisió, la seva concisió i la bellesa artística dels seus dibuixos i la seva paternitat condueixen a atribuir-ne la paternitat.